# Bostenmeer
Het Bostenmeer (Traditioneel Chinees: 博斯騰湖, Vereenvoudigd Chinees: 博斯腾湖, pinyin: Bósīténg Hú, Oeigoers: باغراش كۆلى / Бағраш Көли, Chagatai: Bostang) is een zoetwatermeer aan de noordoostelijke rand van het Tarimbekken, in China. Het meer ligt ongeveer 20 km ten oosten van Yanqi en 57 km ten noordoosten van Korla en het meer ligt in de Autonome Mongoolse Prefectuur Bayin'gholin, in de regio Xinjiang.
Met een oppervlakte van 1.000 km² is het meer het grootste meer in Xinjiang, en een van de grootste zoetwatermeren in het binnenland van China. Het Bostenmeer ontvangt water uit een stroomgebied van 56.000 km².
De Kaidu is de belangrijkste inloop van het Bostenmeer en levert ongeveer 83% van de watertoevoer naar het meer. Andere belangrijke zijrivieren zijn de Huangshui, Qingshui en Wulasite.
Er wordt actief gevist op het meer. Tot het begin van de jaren zeventig waren twee karperachtigen, Schizothorax biddulphi en Aspiorhynchus laticeps, waarvan de laatste endemisch is voor het Bostenmeer en de Yarkand, verantwoordelijk voor 80 procent van de jaarlijkse vangst. Tussen 1962 en 1965 werden verschillende karpersoorten (grootkopkarper, Mylopharyngodon piceus, zilverkarper, graskarper, karper en kroeskarper) in het meer uitgezet. In de jaren zeventig werden deze soorten het belangrijkste doelwit van de visserijactiviteiten. Sinds 1978 is de geïntroduceerde baars de dominante soort in de vangsten uit het Bostenmeer.